# Gran Premio di superbike di Portimão 2017
Il Gran Premio di superbike di Portimão 2017 è stata la decima prova su tredici del campionato mondiale Superbike 2017, è stato disputato il 16 e 17 settembre sull'Autódromo Internacional do Algarve e in gara 1 ha visto la vittoria di Jonathan Rea davanti a Chaz Davies e Marco Melandri, lo stesso pilota si è ripetuto anche in gara 2, davanti a Michael van der Mark e Marco Melandri.
La vittoria nella gara valevole per il campionato mondiale Supersport 2017 è stata ottenuta da Kenan Sofuoğlu, mentre quella del campionato mondiale Supersport 300 è stata ottenuta da Ana Carrasco, prima vittoria di una donna in questa categoria.

## Risultati

### Gara 1

#### Arrivati al traguardo
| Pos. | Nº  | Pilota               | Squadra                     | Motocicletta      | Giri | Tempo     | Griglia | Punti |
| ---- | --- | -------------------- | --------------------------- | ----------------- | ---- | --------- | ------- | ----- |
| 1º   | 1   | Jonathan Rea         | Kawasaki Racing             | Kawasaki ZX-10RR  | 20   | 34'38.383 | 1º      | 25    |
| 2º   | 7   | Chaz Davies          | Aruba.it Racing - Ducati    | Ducati Panigale R | 20   | +6.189    | 9º      | 20    |
| 3º   | 33  | Marco Melandri       | Aruba.it Racing - Ducati    | Ducati Panigale R | 20   | +10.166   | 5º      | 16    |
| 4º   | 2   | Leon Camier          | MV Agusta Reparto Corse     | MV Agusta 1000 F4 | 20   | +10.508   | 11º     | 13    |
| 5º   | 60  | Michael van der Mark | Pata Yamaha                 | Yamaha YZF R1     | 20   | +13.739   | 7º      | 11    |
| 6º   | 81  | Jordi Torres         | Althea BMW Racing           | BMW S 1000 RR     | 20   | +16.816   | 6º      | 10    |
| 7º   | 50  | Eugene Laverty       | Milwaukee Aprilia           | Aprilia RSV4 RF   | 20   | +18.786   | 2º      | 9     |
| 8º   | 32  | Lorenzo Savadori     | Milwaukee Aprilia           | Aprilia RSV4 RF   | 20   | +22.090   | 3º      | 8     |
| 9º   | 12  | Javier Forés         | BARNI Racing                | Ducati Panigale R | 20   | +28.430   | 10º     | 7     |
| 10º  | 40  | Román Ramos          | Kawasaki Go Eleven          | Kawasaki ZX-10RR  | 20   | +38.746   | 14º     | 6     |
| 11º  | 35  | Raffaele De Rosa     | Althea BMW Racing           | BMW S 1000 RR     | 20   | +43.181   | 13º     | 5     |
| 12º  | 86  | Ayrton Badovini      | Grillini Racing             | Kawasaki ZX-10RR  | 20   | +43.212   | 17º     | 4     |
| 13º  | 13  | Anthony West         | Kawasaki Puccetti Racing    | Kawasaki ZX-10RR  | 20   | +43.325   | 16º     | 3     |
| 14º  | 84  | Riccardo Russo       | Pedercini Racing SC-Project | Kawasaki ZX-10RR  | 20   | +43.412   | 15º     | 2     |
| 15º  | 72  | Takumi Takahashi     | Red Bull Honda              | Honda CBR1000RR   | 20   | +54.303   | 19º     | 1     |
| 16º  | 37  | Ondřej Ježek         | Grillini Racing             | Kawasaki ZX-10RR  | 20   | +59.880   | 20º     |       |
| 17º  | 121 | Alessandro Andreozzi | Guandalini Racing           | Yamaha YZF R1     | 20   | +1'04.441 | 18º     |       |
| 18º  | 22  | Alex Lowes           | Pata Yamaha                 | Yamaha YZF R1     | 19   | +1 giro   | 4º      |       |

#### Ritirati
| Nº | Pilota          | Squadra        | Motocicletta    | Giri | Griglia |
| -- | --------------- | -------------- | --------------- | ---- | ------- |
| 36 | Leandro Mercado | IODARacing     | Aprilia RSV4 RF | 16   | 12º     |
| 6  | Stefan Bradl    | Red Bull Honda | Honda CBR1000RR | 2    | 8º      |

### Gara 2

#### Arrivati al traguardo
| Pos. | Nº  | Pilota               | Squadra                     | Motocicletta      | Giri | Tempo     | Griglia | Punti |
| ---- | --- | -------------------- | --------------------------- | ----------------- | ---- | --------- | ------- | ----- |
| 1º   | 1   | Jonathan Rea         | Kawasaki Racing             | Kawasaki ZX-10RR  | 20   | 34'40.917 | 1º      | 25    |
| 2º   | 60  | Michael van der Mark | Pata Yamaha                 | Yamaha YZF R1     | 20   | +5.834    | 7º      | 20    |
| 3º   | 33  | Marco Melandri       | Aruba.it Racing - Ducati    | Ducati Panigale R | 20   | +9.201    | 5º      | 16    |
| 4º   | 50  | Eugene Laverty       | Milwaukee Aprilia           | Aprilia RSV4 RF   | 20   | +12.792   | 2º      | 13    |
| 5º   | 81  | Jordi Torres         | Althea BMW Racing           | BMW S 1000 RR     | 20   | +15.943   | 6º      | 11    |
| 6º   | 32  | Lorenzo Savadori     | Milwaukee Aprilia           | Aprilia RSV4 RF   | 20   | +19.359   | 3º      | 10    |
| 7º   | 36  | Leandro Mercado      | IODARacing                  | Aprilia RSV4 RF   | 20   | +23.286   | 12º     | 9     |
| 8º   | 13  | Anthony West         | Kawasaki Puccetti Racing    | Kawasaki ZX-10RR  | 20   | +36.982   | 16º     | 8     |
| 9º   | 86  | Ayrton Badovini      | Grillini Racing             | Kawasaki ZX-10RR  | 20   | +48.544   | 17º     | 7     |
| 10º  | 72  | Takumi Takahashi     | Red Bull Honda              | Honda CBR1000RR   | 20   | +50.000   | 19º     | 6     |
| 11º  | 37  | Ondřej Ježek         | Grillini Racing             | Kawasaki ZX-10RR  | 20   | +51.944   | 20º     | 5     |
| 12º  | 121 | Alessandro Andreozzi | Guandalini Racing           | Yamaha YZF R1     | 20   | +56.705   | 18º     | 4     |
| 13º  | 12  | Javier Forés         | BARNI Racing                | Ducati Panigale R | 20   | +1'07.518 | 10º     | 3     |
| 14º  | 84  | Riccardo Russo       | Pedercini Racing SC-Project | Kawasaki ZX-10RR  | 19   | +1 giro   | 15º     | 2     |
| 15º  | 40  | Román Ramos          | Kawasaki Go Eleven          | Kawasaki ZX-10RR  | 16   | +4 giri   | 14º     | 1     |

#### Ritirati
| Nº | Pilota           | Squadra                  | Motocicletta      | Giri | Griglia |
| -- | ---------------- | ------------------------ | ----------------- | ---- | ------- |
| 7  | Chaz Davies      | Aruba.it Racing - Ducati | Ducati Panigale R | 17   | 9º      |
| 2  | Leon Camier      | MV Agusta Reparto Corse  | MV Agusta 1000 F4 | 9    | 11º     |
| 22 | Alex Lowes       | Pata Yamaha              | Yamaha YZF R1     | 7    | 4º      |
| 35 | Raffaele De Rosa | Althea BMW Racing        | BMW S 1000 RR     | 3    | 13º     |

### Supersport

#### Arrivati al traguardo
| Pos. | Nº  | Pilota                | Squadra                         | Motocicletta        | Giri | Tempo     | Griglia | Punti |
| ---- | --- | --------------------- | ------------------------------- | ------------------- | ---- | --------- | ------- | ----- |
| 1º   | 1   | Kenan Sofuoğlu        | Kawasaki Puccetti Racing        | Kawasaki ZX-6R      | 18   | 31'56.454 | 1º      | 25    |
| 2º   | 144 | Lucas Mahias          | GRT Yamaha                      | Yamaha YZF R6       | 18   | +0.080    | 2º      | 20    |
| 3º   | 16  | Jules Cluzel          | CIA Landlord Insurance Honda    | Honda CBR600RR      | 18   | +2.294    | 5º      | 16    |
| 4º   | 32  | Sheridan Morais       | Kallio Racing                   | Yamaha YZF R6       | 18   | +4.176    | 4º      | 13    |
| 5º   | 99  | Patrick Jacobsen      | MV Agusta Reparto Corse         | MV Agusta F3 675    | 18   | +4.273    | 3º      | 11    |
| 6º   | 11  | Christian Gamarino    | BARDAHL EVAN BROS. Honda Racing | Honda CBR600RR      | 18   | +20.600   | 10º     | 10    |
| 7º   | 64  | Federico Caricasulo   | GRT Yamaha                      | Yamaha YZF R6       | 18   | +22.990   | 7º      | 9     |
| 8º   | 87  | Lorenzo Zanetti       | Factory Vamag                   | MV Agusta F3 675    | 18   | +23.196   | 14º     | 8     |
| 9º   | 71  | Christoffer Bergman   | CIA Landlord Insurance Honda    | Honda CBR600RR      | 18   | +23.241   | 11º     | 7     |
| 10º  | 47  | Rob Hartog            | Hartog - Jenik - Against Cancer | Kawasaki ZX-6R      | 18   | +24.312   | 16º     | 6     |
| 11º  | 81  | Luke Stapleford       | Profile Racing                  | Triumph Daytona 675 | 18   | +28.899   | 8º      | 5     |
| 12º  | 78  | Hikari Ōkubo          | CIA Landlord Insurance Honda    | Honda CBR600RR      | 18   | +30.801   | 22º     | 4     |
| 13º  | 65  | Michael Canducci      | 3570 Puccetti Racing FMI        | Kawasaki ZX-6R      | 18   | +30.911   | 12º     | 3     |
| 14º  | 4   | Gino Rea              | Kawasaki Go Eleven              | Kawasaki ZX-6R      | 18   | +37.729   | 9º      | 2     |
| 15º  | 38  | Hannes Soomer         | WILSport Racedays               | Honda CBR600RR      | 18   | +42.514   | 23º     | 1     |
| 16º  | 56  | Péter Sebestyén       | SSP Hungary by Pedercini Racing | Kawasaki ZX-6R      | 18   | +45.652   | 24º     |       |
| 17º  | 63  | Zulfahmi Khairuddin   | Orelac Racing VerdNatura        | Kawasaki ZX-6R      | 18   | +48.070   | 19º     |       |
| 18º  | 74  | Jaimie van Sikkelerus | MVR Racing                      | Yamaha YZF R6       | 18   | +1'04.600 | 26º     |       |

#### Ritirati
| Nº  | Pilota             | Squadra                  | Motocicletta        | Giri | Griglia |
| --- | ------------------ | ------------------------ | ------------------- | ---- | ------- |
| 23  | Max Enderlein      | MVR Racing               | Yamaha YZF R6       | 16   | 17º     |
| 66  | Niki Tuuli         | Kallio Racing            | Yamaha YZF R6       | 14   | 6º      |
| 111 | Kyle Smith         | GEMAR Team Lorini        | Honda CBR600RR      | 8    | 13º     |
| 61  | Alessandro Zaccone | MV Agusta Reparto Corse  | MV Agusta F3 675    | 7    | 21º     |
| 35  | Stefan Hill        | Profile Racing           | Triumph Daytona 675 | 6    | 20º     |
| 26  | Kazuki Watanabe    | Kawasaki Go Eleven       | Kawasaki ZX-6R      | 5    | 18º     |
| 83  | Lachlan Epis       | Response RE Racing       | Kawasaki ZX-6R      | 4    | 25º     |
| 10  | Nacho Calero       | Orelac Racing VerdNatura | Kawasaki ZX-6R      | 3    | 29º     |
| 77  | Kyle Ryde          | Kawasaki Puccetti Racing | Kawasaki ZX-6R      | 2    | 15º     |
| 48  | Giuseppe Scarcella | GEMAR Team Lorini        | Honda CBR600RR      | 0    | 27º     |

### Supersport 300

#### Arrivati al traguardo
| Pos. | Nº  | Pilota                    | Squadra                         | Motocicletta       | Giri | Tempo     | Griglia | Punti |
| ---- | --- | ------------------------- | ------------------------------- | ------------------ | ---- | --------- | ------- | ----- |
| 1º   | 2   | Ana Carrasco              | ETG Racing                      | Kawasaki Ninja 300 | 11   | 22'01.086 | 3º      | 25    |
| 2º   | 15  | Alfonso Coppola           | SK Racing                       | Yamaha YZF-R3      | 11   | +0.053    | 1º      | 20    |
| 3º   | 41  | Marc García               | Halcourier Racing               | Yamaha YZF-R3      | 11   | +0.062    | 2º      | 16    |
| 4º   | 33  | Daniel Valle              | Halcourier Racing               | Yamaha YZF-R3      | 11   | +0.167    | 8º      | 13    |
| 5º   | 88  | Mika Pérez                | WILSport Racedays               | Honda CBR500R      | 11   | +0.338    | 11º     | 11    |
| 6º   | 25  | Borja Sánchez             | Halcourier Racing               | Yamaha YZF-R3      | 11   | +2.679    | 5º      | 10    |
| 7º   | 75  | Scott Deroue              | MTM HS Kawasaki                 | Kawasaki Ninja 300 | 11   | +8.118    | 6º      | 9     |
| 8º   | 13  | Jacopo Facco              | SK Racing                       | Yamaha YZF-R3      | 11   | +8.170    | 9º      | 8     |
| 9º   | 6   | Robert Schotman           | GRT Yamaha WorldSSP300 Team     | Yamaha YZF-R3      | 11   | +8.253    | 4º      | 7     |
| 10º  | 99  | Paolo Grassia             | 3ENNE#Racing - Chiodo Moto      | Honda CBR500R      | 11   | +8.256    | 7º      | 6     |
| 11º  | 54  | Harun Çabuk               | Kawasaki Puccetti Racing        | Kawasaki Ninja 300 | 11   | +16.292   | 22º     | 5     |
| 12º  | 22  | Mykyta Kalinin            | Team MOTOXRACING                | Yamaha YZF-R3      | 11   | +16.796   | 16º     | 4     |
| 13º  | 14  | Enzo de la Vega           | GRT Yamaha WorldSSP300 Team     | Yamaha YZF-R3      | 11   | +16.850   | 12º     | 3     |
| 14º  | 20  | Dorren Loureiro           | DS Junior Team                  | Yamaha YZF-R3      | 11   | +16.864   | 33º     | 2     |
| 15º  | 18  | Alex Murley               | Team Toth                       | Yamaha YZF-R3      | 11   | +16.888   | 13º     | 1     |
| 16º  | 12  | Ali Adriansyah Rusmiputro | Petramina Almeria Racing Team   | Yamaha YZF-R3      | 11   | +17.674   | 19º     |       |
| 17º  | 27  | Filippo Rovelli           | ParkinGO DS Junior Team         | Yamaha YZF-R3      | 11   | +17.806   | 17º     |       |
| 18º  | 87  | Angelo Licciardi          | Team Trasimeno                  | Yamaha YZF-R3      | 11   | +17.884   | 15º     |       |
| 19º  | 80  | Armando Pontone           | IODA Racing                     | Yamaha YZF-R3      | 11   | +18.534   | 18º     |       |
| 20º  | 61  | Daniel Blin               | Wojcik FHP YART Racing Team     | Yamaha YZF-R3      | 11   | +32.357   | 20º     |       |
| 21º  | 79  | Chris Taylor              | MTM HS Kawasaki                 | Kawasaki Ninja 300 | 11   | +32.368   | 26º     |       |
| 22º  | 66  | Taz Taylor                | Hel Performance - Benjan Racing | Kawasaki Ninja 300 | 11   | +32.370   | 25º     |       |
| 23º  | 84  | Michael Carbonera         | SK Racing                       | Yamaha YZF-R3      | 11   | +32.388   | 14º     |       |
| 24º  | 9   | Ruben Doorakkers          | MVR Racing                      | Yamaha YZF-R3      | 11   | +32.421   | 35º     |       |
| 25º  | 49  | Marco Carusi              | 3579 Made in CIV                | Kawasaki Ninja 300 | 11   | +32.512   | 32º     |       |
| 26º  | 17  | Gabriel Noderer           | Scuderia Maranga Racing         | Honda CBR500R      | 11   | +32.809   | 23º     |       |
| 27º  | 19  | Edoardo Rovelli           | ParkinGO DS Junior Team         | Yamaha YZF-R3      | 11   | +33.225   | 21º     |       |
| 28º  | 44  | Samuel Lochoff            | Samurai Racing                  | Yamaha YZF-R3      | 11   | +34.150   | 30º     |       |
| 29º  | 23  | Manuel Bastianelli        | 3750 Made by CIV                | Kawasaki Ninja 300 | 11   | +34.661   | 27º     |       |
| 30º  | 7   | Nicola Settimo            | Bierreti by 2R                  | Yamaha YZF-R3      | 11   | +39.596   | 34º     |       |
| 31º  | 130 | Renzo Ferreira            | Kallio Racing                   | Yamaha YZF-R3      | 11   | +39.686   | 31º     |       |
| 32º  | 53  | Valentin Grimoux          | Team Toth                       | Yamaha YZF-R3      | 11   | +40.836   | 36º     |       |
| 33º  | 121 | Kimi Patova               | Kallio Racing                   | Yamaha YZF-R3      | 11   | +49.708   | 28º     |       |
| 34º  | 91  | Trystan Finocchiaro       | Bierreti By 2R                  | Yamaha YZF-R3      | 11   | +57.808   | 37º     |       |
| 35º  | 28  | Paolo Giacomini           | Terra e Moto                    | Yamaha YZF-R3      | 11   | +1'10.511 | 24º     |       |

#### Ritirati
| Nº | Pilota                | Squadra                 | Motocicletta  | Giri | Griglia |
| -- | --------------------- | ----------------------- | ------------- | ---- | ------- |
| 55 | Galang Hendra Pratama | Team MotoXRacing        | Yamaha YZF-R3 | 8    | 10º     |
| 35 | Alex Triglia          | Scuderia Maranga Racing | Honda CBR500R | 1    | 29º     |